# Goose Island Brewery

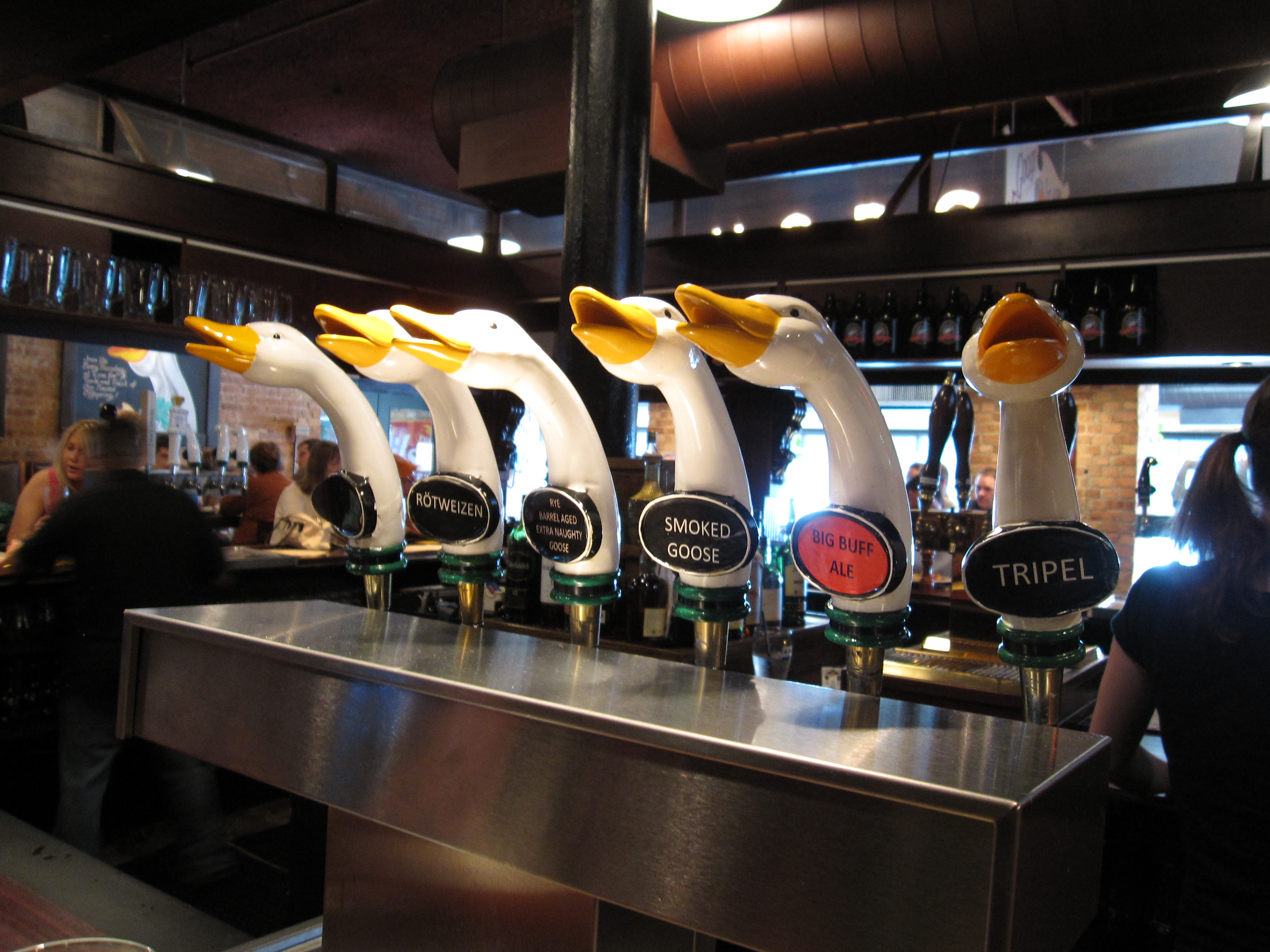
Стойка с пивом в пабе

Goose Island Brewery — американская пивоваренная компания, производящая пиво (в основном различные виды элей), продающееся на территории Соединённых Штатов и Великобритании.
Первый пивоваренный завод, производящий одноимённое пиво, был открыт Джоном Холлом (англ. John Hall) в Чикаго, штат Иллинойс в мае 1988 года и был назван в честь близлежащего острова Goose Island. Первая крупная пивоварня была открыта в 1995 году, вторая — в 1999 году в городе Wrigleyville. 28 марта 2011 года Goose Island Brewery объявила о продаже 58 % своих акций компании Fulton Street Brewery LLC, оставшиеся 42 % акций принадлежат Craft Brew Alliance.
Компания производит сорта пива, как продающиеся круглый год, так и некоторые сорта, являющимися сезонными. В последние годы производит и газированные напитки.
Была удостоена многих наград, как национальных (Great American Beer Festival), так и мировых (World Beer Cup).